# America britannica
L'America britannica (o British America) era l'espressione dell'Impero britannico in America del Nord durante il XVIII e XIX secolo. Formalmente le colonie britanniche in Nordamerica erano conosciute come "British America" e Indie Occidentali Britanniche (British West Indies) fino al 1783, e dopo questa data, Nord America Britannico (British North America) e Indie Occidentali Britanniche (British West Indies).
All'inizio della rivoluzione americana nel 1775 l'Impero britannico includeva venti colonie a nord e ad est del vicereame della Nuova Spagna (oggi parte del Messico e degli Stati Uniti Occidentali). La Florida orientale e la Florida occidentale erano state cedute alla Spagna col Trattato di Parigi (1783), col quale finì la guerra rivoluzionaria americana, e di seguito cedute dalla Spagna agli Stati Uniti nel 1819. Tutte le rimanenti colonie del Nord America Britannico si unirono, tra il 1867 ed il 1873, e formarono il Dominion of Canada. Terranova si unì al Canada nel 1949.

## Lista delle colonie nel 1763
Le tredici colonie che formarono originariamente gli Stati Uniti d'America:
- Provincia della Baia del Massachusetts
- Provincia del New Hampshire
- Colonia di Rhode Island e delle Piantagioni di Providence
- Colonia del Connecticut
- Provincia di New York
- Provincia del New Jersey
- Provincia della Pennsylvania
- Colonia del Delaware
- Provincia del Maryland
- Colonia della Virginia
- Provincia della Carolina del Nord
- Provincia della Carolina del Sud
- Provincia della Georgia

Colonie che divennero parte del Nord America Britannico:
- Provincia di Nova Scotia
- Provincia di Terranova e Labrador
- Provincia del Canada
- Provincia dell'isola del Principe Edoardo (Conosciuta come Isola di St. John fino al 1798)
- Terra di Rupert (Terra della Baia di Hudson)

Altre colonie lealiste britanniche (1763-1783) che divennero parte degli Stati Uniti d'America:
- Provincia della Florida orientale
- Provincia della Florida occidentale